# Kelat

Ett kelatkomplex mellan etylendiamin som ligand och en metalljon.

Ett kelat (från grekiska: Χηλή, chēlē, krabbklo) eller kelatkomplex är ett komplex där centralatomen, vanligen en metalljon, är bunden med minst två koordinationsbindningar till minst en av liganderna. På så sätt bildas en ringstruktur som inte finns i enklare komplex. Kelatbildningen medför vanligen att metalljonen inte längre är lika fri att reagera med andra ämnen, en princip som används i kelatterapi.
Liganderna i ett kelat är vanligen organiska föreningar, och kallas ibland "kelatorer". Ett exempel är etylendiamin som har två amingrupper som står för koordinationsbindningarna till metalljonen. En annan kelatbildande ligand är EDTA.